# Head of the Harbor
Head of the Harbor és una vila del Comtat de Suffolk (Nova York) dels Estats Units d'Amèrica.

## Demografia
Segons el cens dels Estats Units del 2000 Head of the Harbor tenia 1.447 habitants, 484 habitatges, i 413 famílies. La densitat de població era de 198,1 habitants/km².
Dels 484 habitatges en un 38,4% hi vivien nens de menys de 18 anys, en un 77,9% hi vivien parelles casades, en un 4,3% dones solteres, i en un 14,5% no eren unitats familiars. En l'11,4% dels habitatges hi vivien persones soles el 3,5% de les quals corresponia a persones de 65 anys o més que vivien soles. El nombre mitjà de persones vivint en cada habitatge era de 2,99 i el nombre mitjà de persones que vivien en cada família era de 3,23.
Per edats la població es repartia de la següent manera: un 27% tenia menys de 18 anys, un 5,2% entre 18 i 24, un 25% entre 25 i 44, un 31,2% de 45 a 60 i un 11,6% 65 anys o més.
L'edat mediana era de 41 anys. Per cada 100 dones de 18 o més anys hi havia 101,9 homes.
La renda mediana per habitatge era de 117.450 $ i la renda mediana per família de 129.157 $. Els homes tenien una renda mediana de 97.095 $ mentre que les dones 50.481 $. La renda per capita de la població era de 52.999 $. Entorn de l'1,2% de les famílies i l'1,5% de la població estaven per davall del llindar de pobresa.